# The Sydney Morning Herald
The Sydney Morning Herald (SMH) és un diari amb base a la ciutat de Sydney propietat de Fairfax Media Limited. Cada setmana ven al voltant de 150,000 exemplars del diari, sent un dels diaris més importants d'Austràlia. Fundat el 1831, és el diari en actiu més antic d'Austràlia.
El 2006 va ser el segon diari més venut a Austràlia, només per darrere de l'edició australiana de The Daily Telegraph. Destaca per tenir informació nacional, internacional, opinions sobre temes polítics, música, cinema i moda, entre d'altres. El seu editor és Alan Oakley.